# Foots Cray

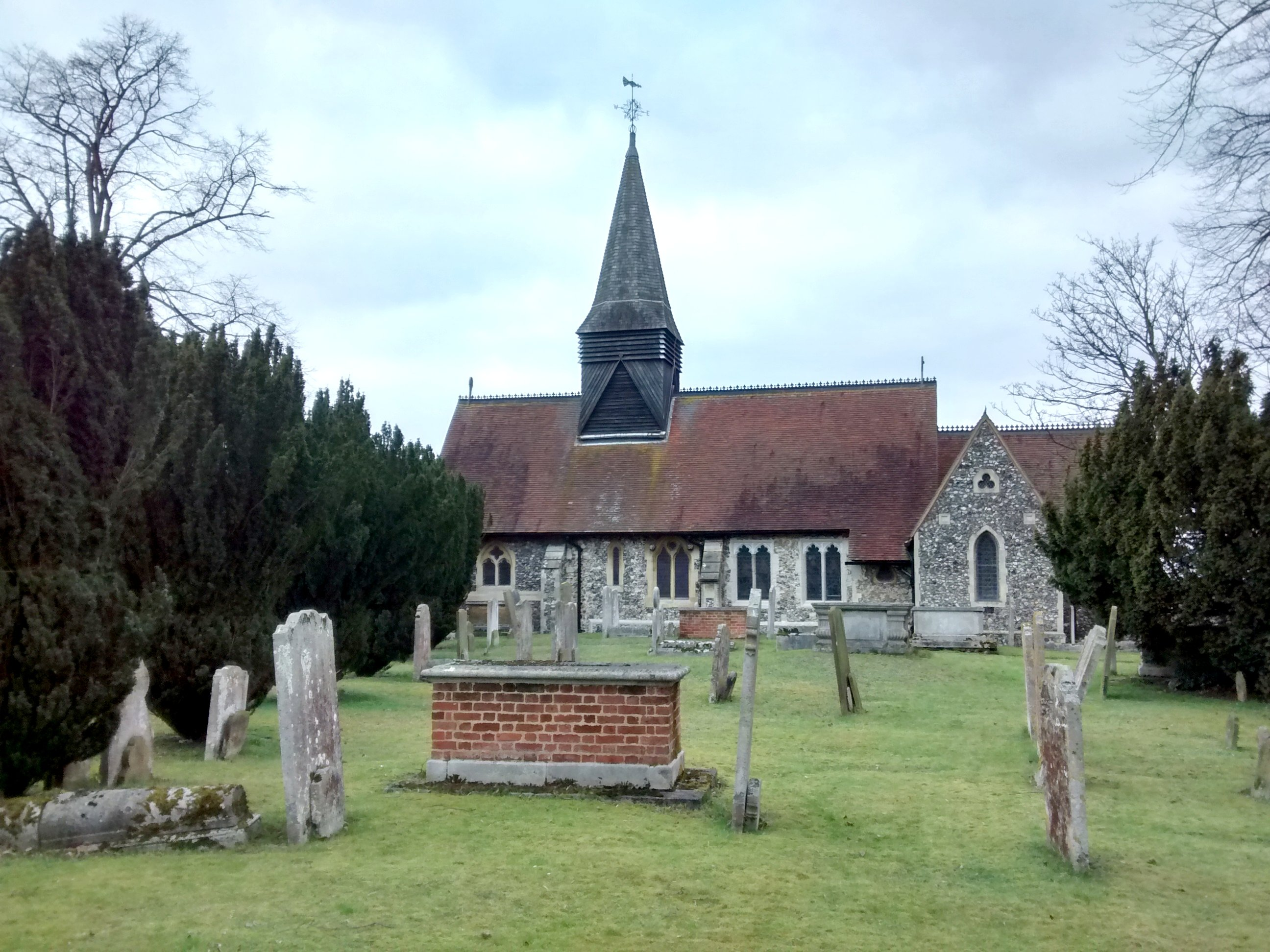
Die All Saints Church in Foots Cray mit dem umgebenden Kirchfriedhof

Foots Cray ist ein Stadtteil des Londoner Stadtbezirks London Borough of Bexley. Er liegt im Osten der britischen Hauptstadt.

## Geschichte
Bis 1965 gehörte Foots Cray zur Grafschaft Kent, bevor es mit Gründung der Region Greater London ein Teil dieser wurde. Ein bekanntes Landhaus hier nahe Sidcup war Foots Cray Place, das im Jahr 1754 errichtet worden war und 1949 durch Brand zerstört wurde.